# 白沙村荘

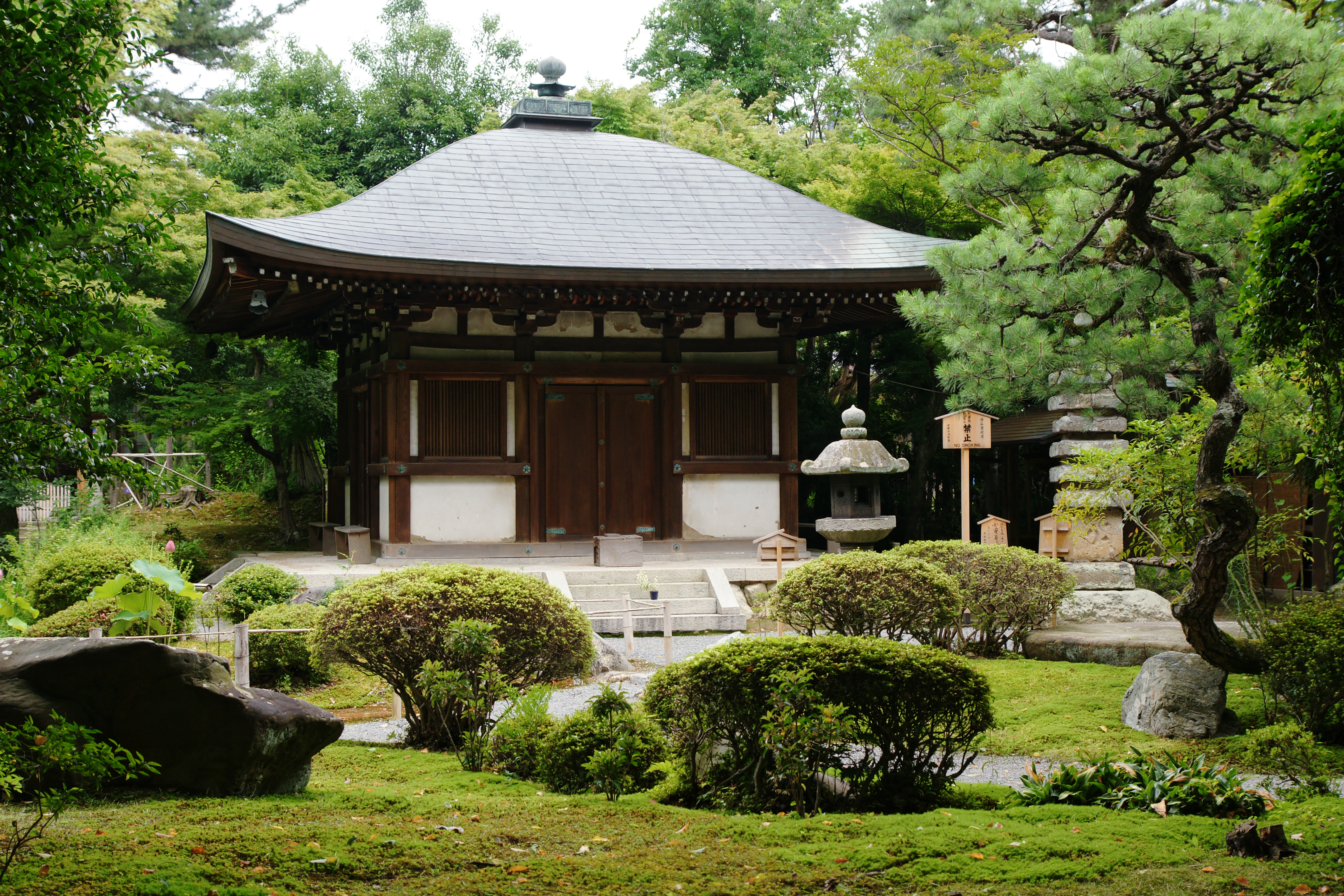
持仏堂

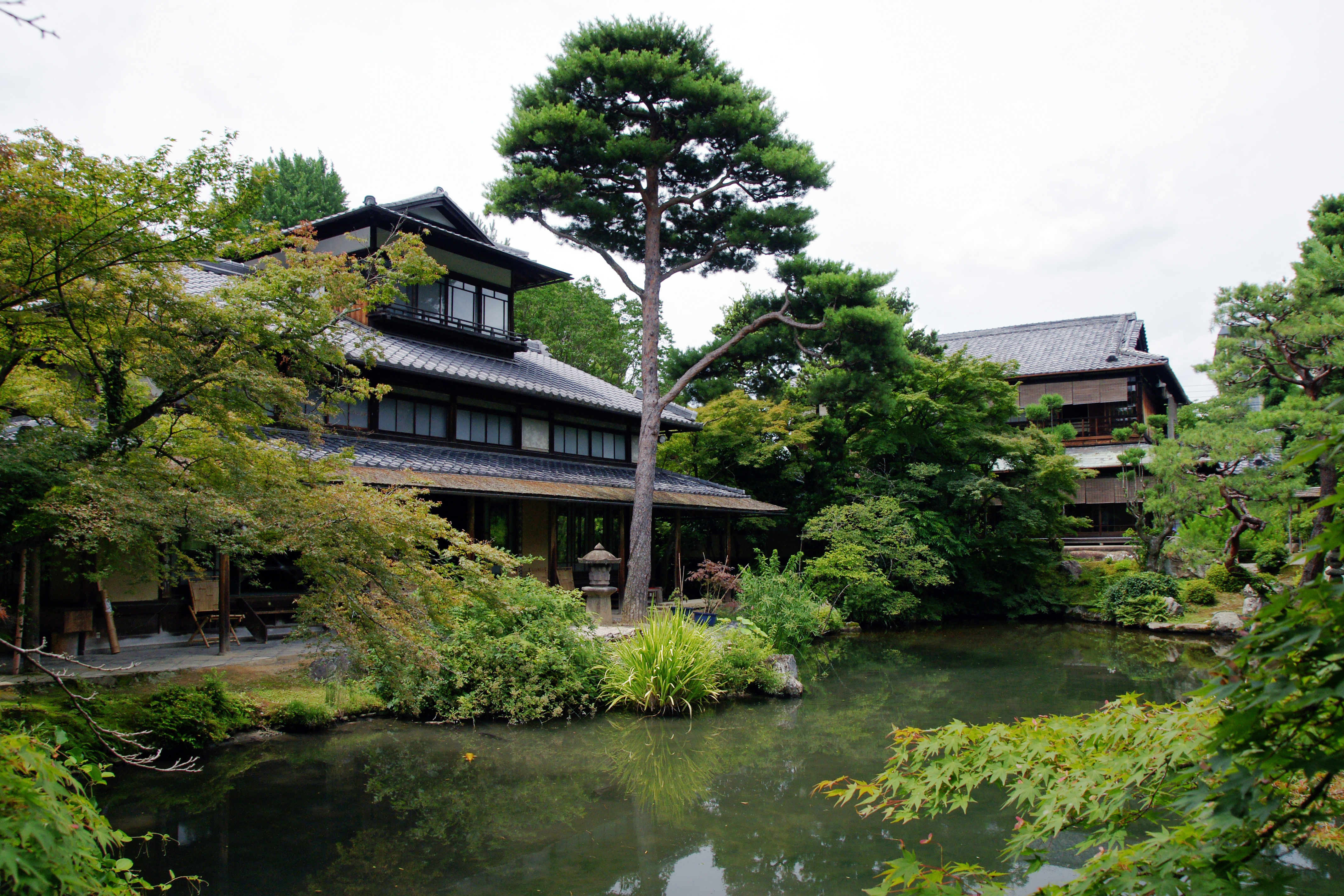
存古楼

白沙村荘（はくさそんそう）は、京都市左京区浄土寺にある、日本画家の橋本関雪が1916年（大正5年）から住んだ邸宅である。

## 概要
1914年（大正3年）頃、元は浄土寺の領地であったとされる田園地域を埋め立てて造営が始められた。
造営当時の橋本関雪は東京から戻り、南禅寺金地院に仮住まいをしながら造営の指揮を取っていたという。建物や庭園の設計は関雪自身によるもの。
総敷地面積は10,000㎡。その内6,800㎡が建物を含む庭園部、3,200㎡が庭園部以外となっている。

### 造営期間
造営期間は1914年〜1916年（主家部分、画室部分）、1931年〜1932年（茶室部分）、1936年〜1938年（庭園西部分）、そして1944年〜（現駐車場部分）に大きく分けることが出来ると考えられている。

### 建物について
敷地内の建物は書斎、居間、客間、中庭などを内包する大きな主家と、屏風の制作を行っていた存古楼（ぞんころう）と呼ばれる画室を中心として構成されている。
庭園の南部分には憩寂庵（けいじゃくあん）、倚翠亭（いすいてい）、如舫亭（にょほうてい）＜誤って問魚亭（もんぎょてい）と呼称されている＞と呼ばれる茶室群が存在している。憩寂庵は高台寺圓徳院写しの茶室となっている。
2014年には2階建の美術館が新たに開館し、関雪の作品や蒐集品が展示されている。

## 文化財

### 国の名勝
- 白沙村荘庭園 - 2003年（平成15年）8月27日指定[2]。

### 重要文化財
- 木造地蔵菩薩立像[3]